# Anathallis ferdinandiana
Anathallis ferdinandiana es una especie de orquídea epífita originaria de Brasil donde se encuentra en la mata atlántica.

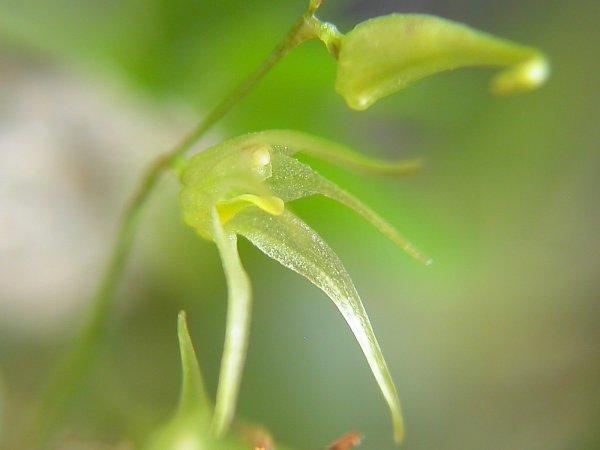
Detalle de la flor

## Taxonomía
Anathallis ferdinandiana fue descrito por (Barb.Rodr.) F.Barros y publicado en Hoehnea 30: 187. 2003.
Sinonimia
- Lepanthes ferdinandiana Barb.Rodr. basónimo
- Pleurothallis ferdinandiana (Barb.Rodr.) Cogn.	[2][4][5]